# Пітон зелений
Пітон зелений (Morelia viridis) — вид неотруйних змій з родини пітонів (Pythonidae). Родом з Нової Гвінеї, островів Індонезії та півострова Кейп-Йорк в Австралії. Вперше описаний Германом Шлегелем у 1872 році, та багато років був відомий як Chondropython viridis.
Це яскраво-зелена змія ⁣довжиною до 2 м і вагою до 1,6 кг, причому самки трохи більші та важчі за самців. Мешкає переважно на деревах та полює на дрібних плазунів та ссавців.
Це популярний домашній улюбленець, чисельність якого в дикій природі постраждала від широкомасштабної контрабанди в Індонезії. Попри це, сьогодні зелений пітон занесений до списку МСОП, як вид під найменшою загрозою зникнення. 

## Опис

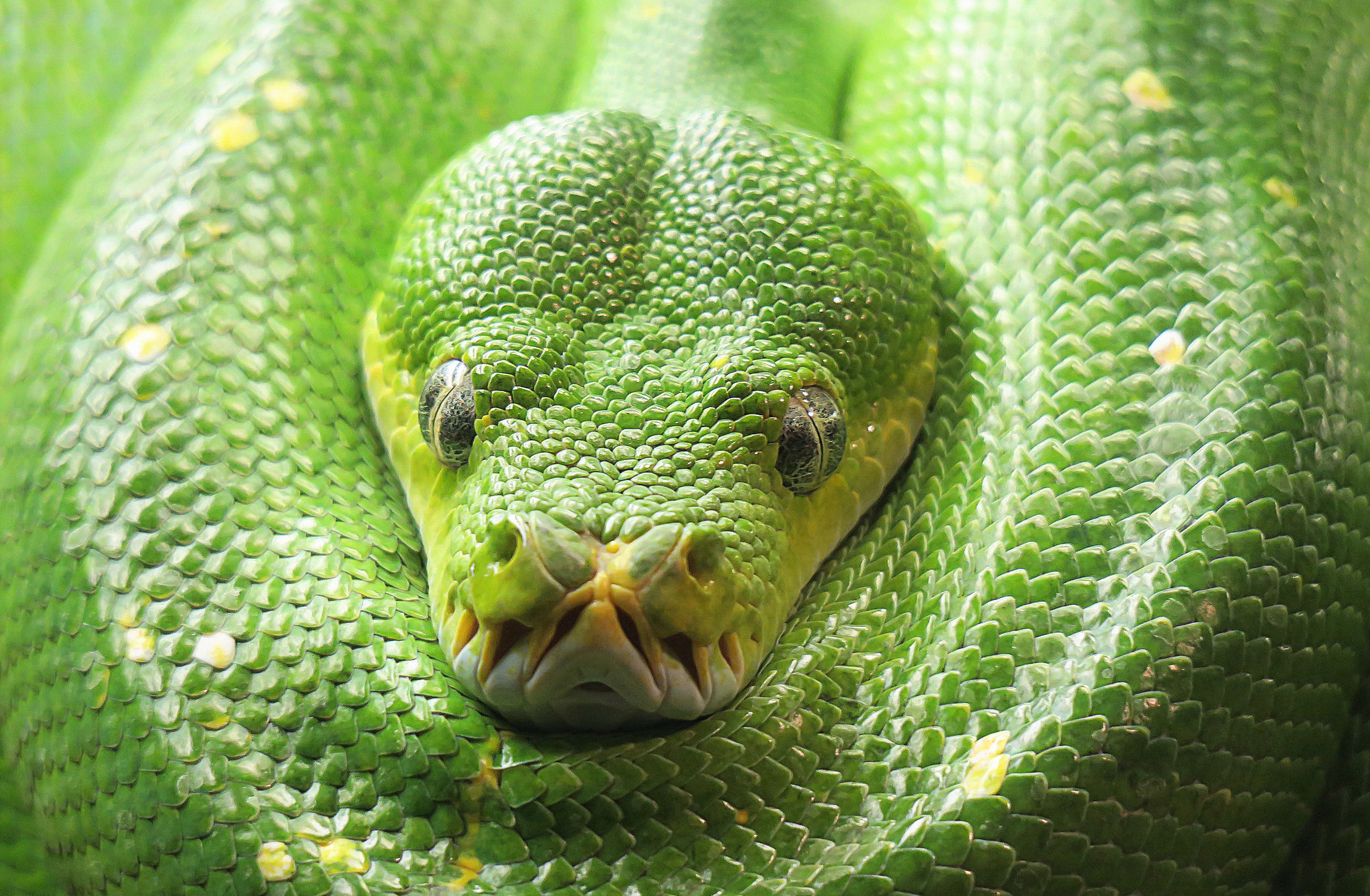
Голова зблизька

Зелений пітон характеризується відносно струнким тілом. Порівняно довгий хвіст становить близько 14 % від загальної довжини тварини. Голова велика і чітко відмежована від шиї. Морда велика і кутаста. Тіло трикутне у поперечному розрізі з виразним хребтом. Середня довжина (з хвостом) 150—180 см, проте особливо великі самки можуть досягати 200 см. Розмір також варіюється залежно від регіону походження. Вага сильно залежить від раціону тварини. Самці можуть важити близько 1100-1400 г, самки — до 1600 г, хоча дикі особини, як правило, набагато легші.
Забарвлення дорослих особин салатово-зелене з дрібними білими або жовтими цятками й бірюзовими плямами. Новонароджені змії лимонно-жовті з переривистими смугами та плямами фіолетового і коричневого кольору, або золотисто- чи оранжево-червоні.

## Спосіб життя

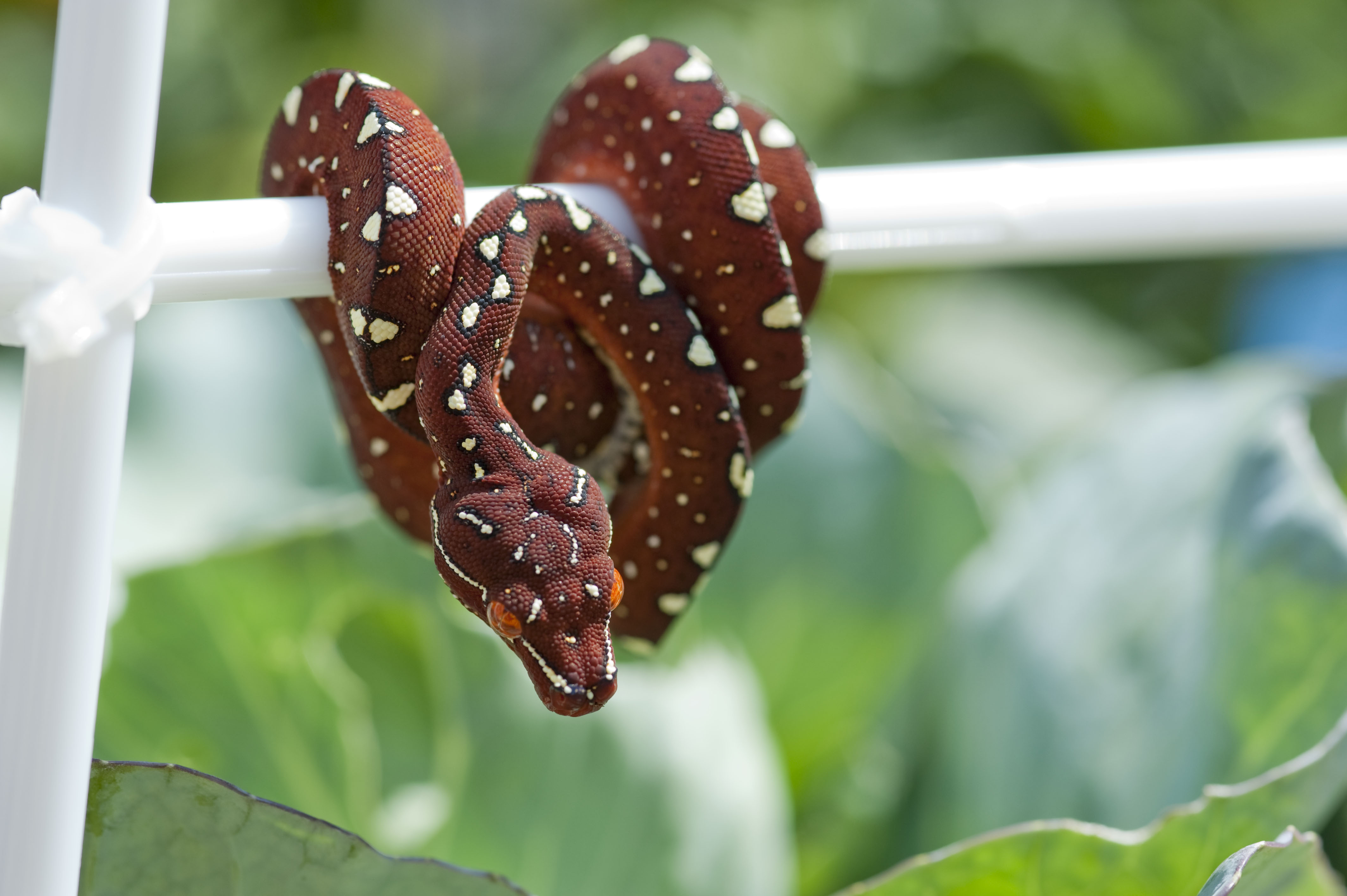
Бордовий новонароджений M. viridis

Полюбляє тропічні вологі ліси від низинних районів до гірських місцин. Зустрічається на висоті до 2000 м над рівнем моря. Цей вид є переважно деревним, та мешкає на деревах, у чагарниках та кущах. Зрідка його можна побачити на землі. Активний вночі. Раціон зелених пітонів складається переважно з дрібних ссавців, таких як мишоподібні гризуни (Melomys capensis, M. cervinipes, Mus domesticus, Rattus leucopus, інші види пацюків), іноді з плазунів, таких як гекони та сцинки (Carlia longipes), а також безхребетних тварин.
Це яйцекладна змія. Самка відкладає від 1 до 25 яєць.

## Розповсюдження

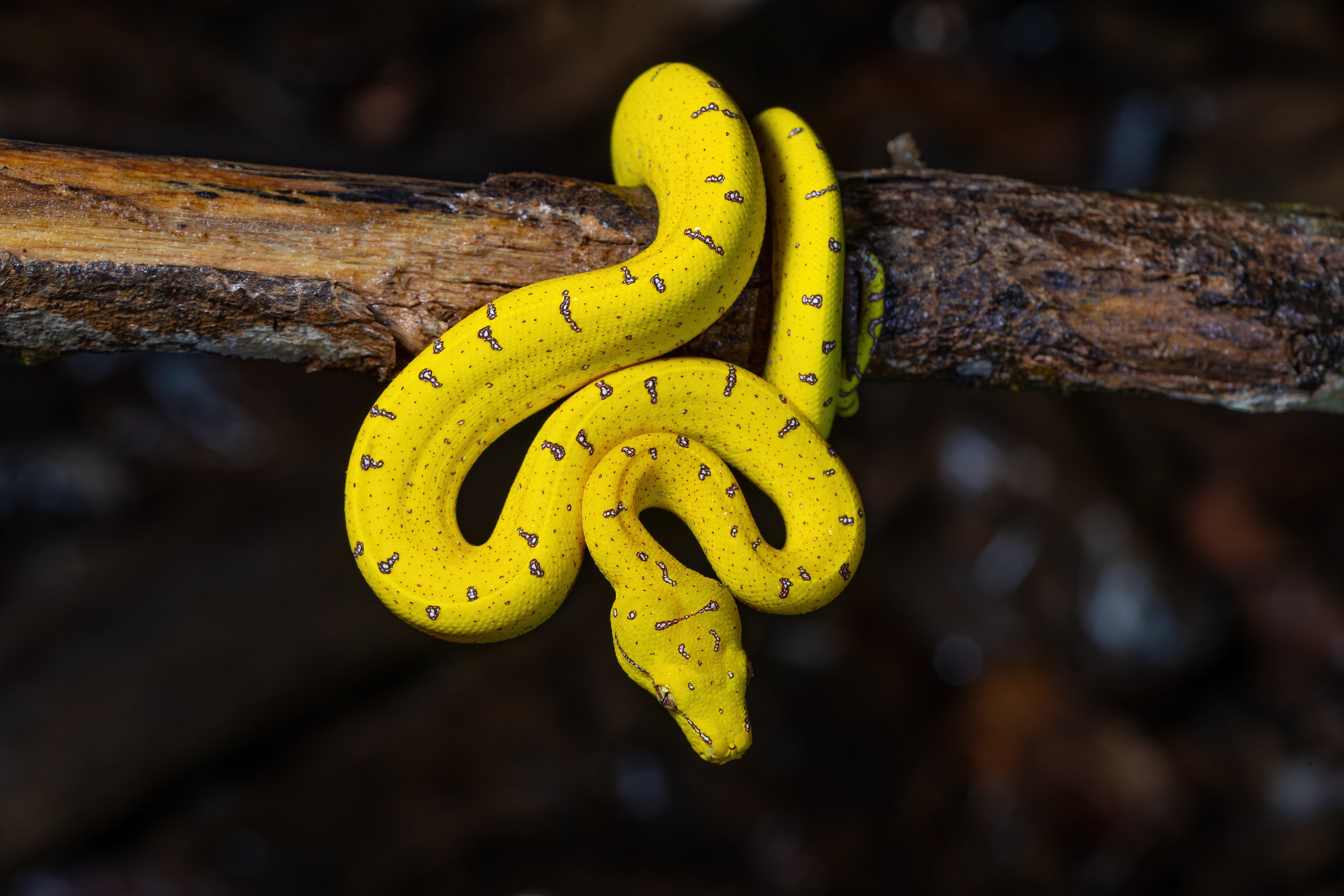
Жовта молода змія

M. viridis поширений в Індонезії (острови Місоол, Салаваті, Ару, Біак, більша частина західної Нової Гвінеї), Папуа-Новій Гвінеї (включаючи прилеглі острови від рівня моря до висоти 1800 м, острів Норманбі та острови д'Ентрекасто) та Австралії (Квінсленд вздовж східного узбережжя півострова Кейп-Йорк).

## Таксономія
Німецький натураліст Герман Шлегель описав зеленого пітона у 1872 році як Python viridis, на основі двох зразків, зібраних на островах Ару в Індонезії. Його земляк Адольф Бернхард Меєр виділив рід Chondropython (хоча й визнав його подібність до Morelia — ромбічних пітонів) і описав зеленого пітона як Chondropython azureus у 1874 році, на основі зразка, зібраного в «Кордо», пізніше ідентифікованого як Корідо на острові Біак. Цей зразок був знищений під час Другої світової війни. Французький натураліст Анрі Еміль Соваж описав Chondropython pulcher на основі зразка з острова Мансінам, провінція Іріан Джая.